# Caroline Croom Robertson
Caroline Croom Robertson (* 8. April 1838 in Liverpool, Vereinigtes Königreich Großbritannien und Irland; † 29. Mai 1892 in London, Vereinigtes Königreich Großbritannien und Irland) war eine englische College-Administratorin. Sie war Sekretärin und später Stipendiatin des Girton College der University of Cambridge, das als erste Universität in England Frauen ausbildete.

## Leben und Werk
Croom Robertson war die vierte Tochter von Caroline Fletcher und Justice Charles Crompton. Ihre Schwester Mary heiratete den Theologen John Llewelyn Davies, den Bruder der Frauenbildungsaktivistin Emily Davies. Sie heiratete 1872 den schottischen Philosophen George Croom Robertson, der Professor am University College London war. Von 1870 bis 1876 waren beide Mitglied des Komitees der Londoner National Society for Women’s Suffrage. Sie und ihr Mann unterstützten die Forderungen, das Bildungsangebot für Frauen zu verbessern und dass Frauen an Kursen am University College als Studentinnen teilnehmen konnten.
1877 bewarb sie sich als Sekretärin am Girton College, welches als das erste Universitätskolleg in England Frauen zuließ. Ihre Aufgabe bestand darin, die Mitgründerin Emily Davies zu unterstützen. Als sie aus gesundheitlichen Gründen 1881 von dieser Position zurücktreten wollte, wurde nur für sie die neue Rolle einer Stipendiatin geschaffen. Sie erhielt £ 70 pro Jahr und war für die Finanzen und das College-Siegel verantwortlich. Diese Verantwortung wurde zu jener Zeit normalerweise nur Männern übertragen.
Sie starb 1892 in den Kensington Park Gardens in London, und ihr Ehemann überließ dem von Elizabeth Garrett Anderson gegründeten New Hospital for Women 1000 Pfund, um ein Bett „Caroline Croom Robertson“ zu schaffen.